# Isomma elouardi
Isomma elouardi là loài chuồn chuồn trong họ Gomphidae. Loài này được Legrand mô tả khoa học đầu tiên năm 2003.